# Jordi Gras i Riera
Jordi Gras i Riera (Barcelona, 9 de maig de 1915 - 30 de novembre de 2007) fou un metge i farmacèutic català. Estudià medicina amb Agustí Pedro i Pons i va veure interromputs els seus estudis per la guerra civil espanyola, raó per la qual no es va poder llicenciar en medicina per la Universitat de Barcelona fins al 1941. Dos anys després es va llicenciar en farmàcia. El 1945 es doctorà en medicina i el 1951 en farmàcia. Després marxà a Zuric, a ampliar estudis sobre les proteïnes al Laboratori d'Investigació Bioquímica del doctor Wunderly.
Treballà al Laboratori Municipal del Parc i el 1945 dirigí la secció de bioquímica del Pavelló d'Investigacions de l'Hospital d'Infecciosos de Barcelona (avui Hospital del Mar), on treballà amb el doctor Amadeu Foz i Tena, amb qui fundà el 1948 el Departament d'Investigacions que fou inaugurat pel doctor Alexander Fleming.
El 1950 fou nomenat cap de la secció d'immunologia i posteriorment director de l'Institut Municipal d'Investigació mèdica. El 1970 fou nomenat cap del Departament de Fisiologia i Bioquímica de la Facultat de Medicina de la Universitat de Barcelona.
Ha estat membre de la Sociedad Argentina de Bioquímica, de la Reial Acadèmia de Medicina de Catalunya (1961), de la Societat Catalana de Biologia (1963) i de la Secció de Ciències de l'Institut d'Estudis Catalans (1985). També ha estat membre de la Reial Acadèmia de Ciències Mèdiques de Catalunya de la Societat Catalana d'Immunologia i(en fou vicepresident de 1981 a 1983), de la Reial Acadèmia Espanyola de Medicina, de la Societat Espanyola de Bioquímica i de la Societat Espanyola d'Immunologia. El 1983 li fou concedida la Medalla Narcís Monturiol i el 1985 el Premi Ciutat de Barcelona d'Investigació.
Ha fet importants investigacions sobre immunologia i proteïnes, amb recerques centrades en el desenvolupament de tècniques per a l'anàlisi de les proteïnes del plasma i en l'estudi de les alteracions de les seves propietats físicoquímiques en diverses malalties, així com el catabolisme de l'antígen i l'estudi dels mecanismes de tolerància i la immunització antigènica persistent.

## Obres
- Proteínas plasmáticas (1964)
- Mecanismos imnunológicos (1972)
- Acción de la irradiación sobre la respuesta immunológica (1975)
- Los mecanismos de homeostasis inmunológica y el equilibrio inmunológico (1979)
- El desarrollo del pensamiento abstracto y su valor en la ciencia (1982)